# HVD
ホログラフィック・バーサタイル・ディスク（Holographic Versatile Disc, HVD）とはDVD規格の次々世代、Blu-ray Disc規格の次世代に位置づけられる光ディスク規格である。この項目では、HVD以外のホログラムディスクについても触れる。VRDとも称される。

## 概説
光ディスクの記録密度は使用する半導体レーザーの波長で決まり、波長が短くなればなるほど記録密度は上昇する。Blu-ray DiscやHD DVDの世代では可視光線で最も波長の短い青紫色の半導体レーザーを使用している。更に光ディスクの記録密度を上げるには、より短い波長の半導体レーザーが必要となる。しかし、一般的な光ディスクの板素材であるプラスチックポリカーボネート樹脂などは紫外線を吸収し表面劣化を引き起こしてしまうため紫外線領域の半導体レーザーを使用することができない。また、ポリカーボネート樹脂などに代わる紫外線による劣化を引き起こさない安価な素材の開発も見通しが立っていない状況である。すなわちBlu-ray Discの世代で現行方式の光ディスクの性能が事実上の限界に達したことを意味しており、更なる記録密度の向上には光ディスクの原理そのものを変える必要があるとされていた。
その後、事実上の限界を超える性能を備えた光ディスクとして、記録層を従来の「面」ではなく「立体」的に使用することで記録容量を飛躍的に増大させる、ホログラフィック記録技術を利用したホログラフィック・バーサタイル・ディスクが挙がっている。
ホログラフィック記憶媒体は、従来技術では光学系装置が複雑な大型機器となり、実用に耐えない散乱ノイズの発生や既存のCD・DVD技術との不整合などの理由で実用化は不可能とされてきた。だが日本企業のオプトウェアの独自開発技術「コリニア方式」により複雑な光学系装置の小型・簡素化や従来技術では必須であった除震装置が不要となり、さらにディスクに波長選択膜構造を採用して散乱ノイズの影響を無効化させたことから、実用化の可能性が飛躍的に高まった。
従来の光ディスクでは、原則として1色の半導体レーザーを用いていたが、HVDでは赤と青緑の2波長のレーザーを使い1本のビームにまとめて照射する。青緑のレーザーで干渉縞としてホログラフィック層にエンコードされたデータを読み取り、赤のレーザーでCDと同様のアルミニウム層からハードディスクのセクタ相当する読み込み中のトラック位置を含む制御情報を読み取る。CDやDVDでは、制御情報はデータ内に点在していたがHVDではダイクロイックミラーを使用し、屈折した青緑のレーザーによって制御情報が狂うのを防いでいる。
HVDの容量は片面1層方式のBlu-ray Discの約20倍の1テラバイト（=1024GB）で、転送速度は28倍の1Gbpsとされている。HVDは光に弱いので遮光性のカートリッジが必須となっている。

## 業界の動向

### 日本
2005年2月2日、オプトウェアはHVDの標準化に向けた団体・HVDアライアンス（現：HSD FORUM）を設立すると表明、2006年半ばにも製品化を目指すと発表した。しかし、志半ばにしてオプトウェアは活動を停止。そのため2006年内の製品化は実現することはなかった。その後、経営主体が一新、「新オプトウエア株式会社」に名称が変更（2008年3月に東京通信機工業の子会社となった）され、オプトウェアの事業を引き継ぎHVDの開発も続行していた。
HVDは実用化には至っていないがHVDアライアンス設立時からのメンバー企業である光ディスク関連の検査装置大手のパルステック工業はHVD用の評価装置を開発、製品化している。
2008年7月6日、TBSテレビの番組『がっちりマンデー!!』において光線ビジネスの特集が組まれ、その中で新オプトウエアが開発中のHVDが取り上げられた。

### その他のホログラムディスク

#### 日本
HVDの業界団体には非加盟だが、TDKは200GB、パイオニアは400GBの容量を記録する技術の開発に成功している。
2015年には、東京理科大学が容量2TBのホログラムディスクの開発に成功。3年後を目処に市場に製品の投入を図る予定であった。また、2020年東京オリンピックの高精細映像のアーカイブを第一ターゲットとしていた。

#### アメリカ合衆国
アメリカのInPhaseは業務用ホログラフィック・ストレージドライブ「Tapestry 300r」を2008年5月から出荷する予定であったが商品化はされなかった。ディスクの容量は300GB。なお、InPhaseは2011年に倒産。その資産は2012年にAkonia Holographicsが買収したが、この企業も2018年にAppleに買収された。
同じアメリカのGEは、規格は異なるが500GBのデータ保存が可能なマイクロ・ホログラフィック・ディスクの開発に2009年4月に成功している。

#### その他
イスラエルのMempileは、赤色レーザーを使った容量1TBの「TeraDisc」を開発していた。

## 規格団体
2005年に設立されたHVDアライアンスはHVD FORUMとして活動していたが、2008年3月1日より名称をHSD（Holography System Development） FORUMに変更している。

### HSD FORUMのメンバー
- 新オプトウエア（*）
- 富士フイルム（*）
- 東亞合成（*）
- 日本ペイント（*）
- パルステック工業（*）
- 三菱化学メディア
- エリコン（OC Oerlikon Balzers AG）
- 芝浦メカトロニクス
- コニカミノルタオプト
- CMCマグネティクス
- LITE-ON IT
- MPO International
- Software Architects

（*） - HVDアライアンス設立時からの企業